# Husk postdistriktet
Husk postdistriktet er en dansk propagandafilm fra 1962 med instruktion og manuskript af Ole Berggreen.

## Handling
En film om rigtig postadressering med særlig hensyntagen til distriktsbogstavernes betydning.